# The Lucksmiths
The Lucksmiths to niezależna grupa popowa z Melbourne w Australii, która powstała w 1993 roku. Kojarzona jest głównie z takimi nurtami muzycznymi jak: indie pop, anti-folk i retro-pop.
Członkami grupy są: Martin "Marty" Donald (gitara), Taliesyn "Tali" White (wokal, perkusja) i Mark Monnone (gitara basowa) a od 2004 roku zatrudniono gitarzystę Mid State Orange's Louisa Richtera (druga gitara).

## Dyskografia

### Albumy
- First Tape (1993)
- The Green Bicycle Case (1995)
- What Bird Is That? (1996)
- A Good Kind Of Nervous (1997)
- Happy Secret (1999)
- Why That Doesn't Surprise Me (2001)
- Where Were We? (2002)
- Naturaliste (2003)
- Warmer Corners (2005)

### Single
- Boondoggle (1994)
- Staring At The Sky (1999)
- A Little Distraction (2003)
- The Chapter In Your Life Entitled San Francisco (2005)
- A Hiccup In Your Happiness (2006)